# Sila Bisalu
 (juillet 2023).
Sila Bisalu, de son vrai nom complet Christine-Marthe Bisalu Kisila, née le 25 avril 1977 à Kinshasa, Zaïre, est une actrice et productrice
congolaise,,.

## Enfance, éducation et débuts
Sila Bilau est une actrice comédienne professionnelle vivant à Kinshasa, avec plus de quinze ans de carrière. Apres avoir obtenu son baccalauréat, elle entame sa carrière à l'institut national des Arts et Métiers où elle commence à exercer son talent de la scène grâce à des petites pièces théâtrales académiques. Elle a ensuite intégré la troupe de Faustin Elombe Sukari, dans laquelle elle évolue jusqu'aujourd'hui